# C’est la vie (Cheb-Khaled-Lied)
C’est la vie ist ein Popsong des algerischen Raï-Sängers Cheb Khaled. Das Lied war die erste Single-Auskopplung aus dem 2012 erschienenen gleichnamigen Album. Es wurde im Juli 2012 über Universal Music, Division AZ veröffentlicht und vom marokkanischen Musikproduzenten RedOne produziert. In Frankreich wurde es 2012 zum Sommerhit; es konnte sich in der Top 20 der französischen Hitparade positionieren.

## Inhalt
Der Text des Liedes ist zweisprachig; den Refrain singt Khaled auf Französisch, während die Strophen auf Arabisch gesungen werden. Nachdem Khaled drei Jahre lang keine Single veröffentlicht hatte, wurde C’est la vie sein Comeback.

## Charterfolg
Nachdem das Lied im Juli 2012 veröffentlicht worden war, stieg es auf Platz 30 der französischen Single-Charts (SNEP) ein. Später konnte es Platz 4 erreichen. Außerhalb Frankreichs ist das Lied auch im französischsprachigen Teil Kanadas, vor allem im Québec populär geworden. In Belgien und der Slowakei konnte sich das Lied in den Top 10 positionieren.

## Coverversionen
2013 wurde das Lied von Marc Anthony unter dem spanischen Titel Vivir mi vida und 2014 von Ina Colada unter dem deutschen Titel Ola Ole gecovert.